# Ateleia standleyana
Ateleia standleyana är en ärtväxtart som beskrevs av Robert H Mohlenbrock. Ateleia standleyana ingår i släktet Ateleia och familjen ärtväxter. Inga underarter finns listade i Catalogue of Life.